# Chrystus na krzyżu z modlącym się kartuzem
Chrystus na krzyżu z modlącym się kartuzem – dzieło Jeana de Beaumetza, malarza działającego u schyłku XIV w. na terenie Burgundii (Francja). 

## Opis
Jednymi z największych zleceniodawców dzieł sztuki przełomu XIII - XIV w. byli Kartuzi zamieszkujący w klasztorze w Champmol położonym nieopodal stolicy Burgundii Dijon. Dla tejże kartuzji wykonywali swe dzieła tacy artyści jak Claus Sluter czy Melchior Broederlam. Innym artystą działającym dla tamtejszego opactwa był Jean de Beaumetz. Obraz Chrystus na krzyżu z modlącym się kartuzem był jednym z dwudziestu sześciu dzieł artysty, które zdobiły klasztorne cele. Do dziś zachowały się zaledwie dwa; oprócz powyższego, w zbiorach paryskiego Luwru znajduje się podobna wersja Chrystusa na krzyżu. 
Obraz, wykonany techniką tempery na desce, przedstawia scenę Ukrzyżowania. U stóp pokrwawionego zmarłego Jezusa, po Jego lewicy, klęczy pogrążony w modlitwie zakonnik. Obok niego stoi Święty Jan o silnie pochylonej głowie i złożonych rękach. Na jego twarzy widać wyraz współcierpienia, podobnie jak na twarzach  Marii, Marii żony Kleofasa i Marii Magdaleny, które stoją po prawicy. Scena ta bynajmniej nie jest wierną ilustracją wydarzenia zapisanego w Biblii, a jest bezpośrednio skierowana do odbiorcy, któremu przypomina męczeństwo i śmierć Zbawiciela. Wysublimowany delikatny modelunek ciała Chrystusa kontrastuje z silną ekspresją i dramatyzmem który ilustruje silnie wygięcie ciała, intensywnie wylewająca się krew przypomina typowy dla przedstawień o charakterze mistycznym doloryzm. Zdobiące złote tło stylizowane drzewo wyrastające spod krzyża odnosi się do mistycznych przedstawień Drzewa Życia i Drzewa Wiadomości Dobrego i Złego. Nastrój bólu i cierpienia wprowadza odbiorcę do współcierpienia z Chrystusem i Jemu najbliższymi. 
Obraz ten jest jednym z pierwszych przedstawień, gdzie w biblijny wątek Ukrzyżowania została włączona współczesna osoba, co więcej nie patronuje jej żaden święty pośrednik. Tak więc obraz jest odzwierciedleniem duchowej relacji kartuzów z Jezusem. 
Od strony kolorystycznej dominuje barwa złota. Za pomocą tonacji czerwonych zaakcentowano postaci stanowiące rdzeń dla typu ikonograficznego ukształtowanego w gotyku – Grupy Ukrzyżowania. Są to Maria i Św. Jan. Grupa ta jednakże z obu stron jest wzbogacona o kolejne postaci, a co za tym artysta użył innej kolorystyki, tonacji zielonych i błękitnych, oraz zgodnie z barwą stroju kartuzów tonacji białych. Poza kilkoma akcentami ekspresyjnymi obraz tworzą elementy na wskroś delikatne, łagodne; przede wszystkim zaokrąglone, "wznoszące się" kontury i linie fałdów szat. Nawet strugi krwi Chrystusa i linie drzewa mają przebieg łagodny, bez ostrych załamań.